# Anna Tatishvili
Anna Tatishvili (født 3. februar 1990 i Tbilisi, Sovjetunionen) er en kvindelig professionel tennisspiller fra Georgien.
Anna Tatishvili højeste rangering på WTA single rangliste var som nummer 82, hvilket hun opnåede 25. juli 2011. I double er den bedste placering nummer 75, hvilket blev opnået 16. januar 2012.